# 山陽インターチェンジ
山陽インターチェンジ（さんようインターチェンジ）は、岡山県赤磐市立川にある山陽自動車道のインターチェンジ。岡山市瀬戸地域・西大寺地域の最寄りインターチェンジである。

## 歴史
- 1993年（平成5年）12月16日：備前IC - 岡山IC間開通に伴い、供用開始[1]。

## 周辺
- 赤磐市山陽浄化センター
- ユー・エス・エス岡山会場
- 岡山ダイハツ販売赤磐PDIセンター
- ファミリーマート山陽インター店

## 接続する道路
- 直接接続
  - 岡山県道37号西大寺山陽線

## 隣
E2 山陽自動車道
(12)和気IC - 瀬戸PA - 瀬戸JCT（事業中） - (13)山陽IC - (14)岡山IC